# Колдарко Сото (Виченца)
Колдарко Сото је насеље у Италији у округу Виченца, региону Венето.
Према процени из 2011. у насељу је живело 14 становника. Насеље се налази на надморској висини од 536 м.